# Ilargus
Genre
Ilargus est un genre d'araignées aranéomorphes de la famille des Salticidae.

## Distribution
Les espèces de ce genre se rencontrent en Amérique du Sud.

## Liste des espèces
Selon World Spider Catalog (version 23.5, 05/10/2022) :
- Ilargus carinae Rubio, Baigorria & Stolar, 2022
- Ilargus coccineus Simon, 1901
- Ilargus delnoa Rubio, Baigorria & Stolar, 2022
- Ilargus florezi Galvis, 2015
- Ilargus foliosus Zhang & Maddison, 2012
- Ilargus galianoae Zhang & Maddison, 2012
- Ilargus macrocornis Zhang & Maddison, 2012
- Ilargus moronatigus Zhang & Maddison, 2012
- Ilargus nitidisquamulatus Soares & Camargo, 1948
- Ilargus pilleolus Zhang & Maddison, 2012
- Ilargus serratus Zhang & Maddison, 2012
- Ilargus singularis Caporiacco, 1955

## Systématique et taxinomie
Ce genre a été décrit par Simon en 1901 dans les Salticidae.

## Publication originale
- Simon, 1901 : « Études arachnologiques. 31e Mémoire. L. Descriptions d'espèces nouvelles de la famille des Salticidae (suite). » Annales de la Société Entomologique de France, vol. 70, p. 66-76 (texte intégral).